# Maria Clara Eimmart
Maria Clara Eimmart (czasem: Maria Clara/Klara Muller/Müller, ur. 27 maja 1676 w Norymberdze, zm. 29 października 1707 tamże) – niemiecka astronomka i rysowniczka.

## Życiorys

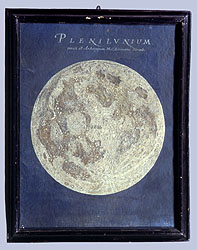
Księżyc w pełni, Maria Clara Eimmart

Była córką Marii Walther (1644–1722) i Georga Christopha Eimmarta Młodszego, astronoma amatora, rysownika i dyrektora Akademii Sztuk Pięknych w Norymberdze oraz wnuczką malarza głównie historycznego i portretowego, Georga Christopha Eimmarta Starszego (1603–1658). Także jej kuzynka, Susanna Maria von Sandrart, była utalentowaną rysowniczką zdolną utrzymać się z rycin po śmierci swojego męża. 
Jej brat zmarł krótko po narodzeniu, w 1699 roku. 
Ojciec Marii Clary zarabiał dobrze na zamówieniach rycin, ale większość zarobków wydawał na sprzęt do obserwacji astronomicznych albo zestawów do prezentacji np. odkryć Mikołaja Kopernika. W 1678 roku założył jedno z większych w ówczesnej Europie obserwatoriów astronomicznych. 
Maria Clara wraz z innymi uczniami pobierała u ojca lekcje z zakresu języka francuskiego, łaciny, matematyki, astronomii i rysunku. Szybko stała się asystentką Georga Christopha, a jej talent do odwzorowań faz Księżyca stał się głośny poza pracownią. Oprócz tego tworzyła też (również jako miedzioryty) prace z kwiatami, ptakami i innymi klasycznymi tematami. Dzieła te uznaje się za zaginione.
W maju 1695 roku jej rodzinę odwiedził szwajcarski naukowiec Johann Jakob Scheuchzer, z którym następnie Maria Clara prowadziła korespondencję: 5 znanych nam listów przechowywanych jest w Bibliotece Głównej w Zurychu.
20 stycznia 1706 roku poślubiła w Altdorf niemieckiego fizyka Johanna Heinricha Müllera (1671–1731), ucznia jej ojca i od 1705 roku kierownika wykupionego przez miasto (po śmierci Georga Christopha 5 stycznia) Obserwatorium Astronomicznego. Wykładał on również fizykę w Gimnazjum Norymberskim Aegydianum, Maria Clara asystowała mężowi w tej dydaktycznej działalności. Zarówno córka, jak i ojciec bardzo wpłynęli na nowego członka rodziny, jeśli chodzi o fascynację badania nocnego nieba: Johann Heinrich sam stał się astrononem amatorem, śledząc komety, plamy słoneczne i wzniesienia na Księżycu.
Maria Clara zmarła niecały rok po ślubie, podczas porodu; dziecko także nie przeżyło. Pogrzeb odbył się 3 listopada.

## Ilustracje astronomiczne
Maria Clara Eimmart jest znana przede wszystkim ze swoich rysunków, odwzorowujących z dużą dokładnością fazy Księżyca. Prace wykonywała na bazie własnych obserwacji teleskopowych. Używała jasnych pasteli na ciemnoniebieskim kartonie. W latach 1693–1698, Eimmart wykonała 350 rysunków faz Księżyca (według innych danych – 250). Kolekcja ta posłużyła do zilustrowania książki jej ojca pt. Micrographia stellarum phases lunae ultra 300.  
W 1706 roku wykonała dwa rysunki z obserwacji w dniu 12 maja całkowitego zaćmienia Księżyca. Powstały także ilustracje przedstawiające komety i planety.  
Nieliczne prace przetrwały do naszych czasów. Dwanaście prac podarowała Luigi Ferdinando Marsiliemu, współpracownikowi jej ojca. Dziesięć innych rysunków przetrwało w Bolonii, razem z trzema mniejszymi studiami na brązowym papierze. Większość jej szkiców znajduje się w Petersburgu.  
Niektórzy badacze uważają, że Maria Clara opublikowała w 1701 roku pod nazwiskiem ojca pracę o tytule Ichnographia nova contemplationum de sole. Brak jednak jednoznacznych potwierdzeń tej teorii i uznaje się, że tylko ilustracje z tego dzieła (częściowo lub wszystkie) są jej autorstwa.

## Galeria

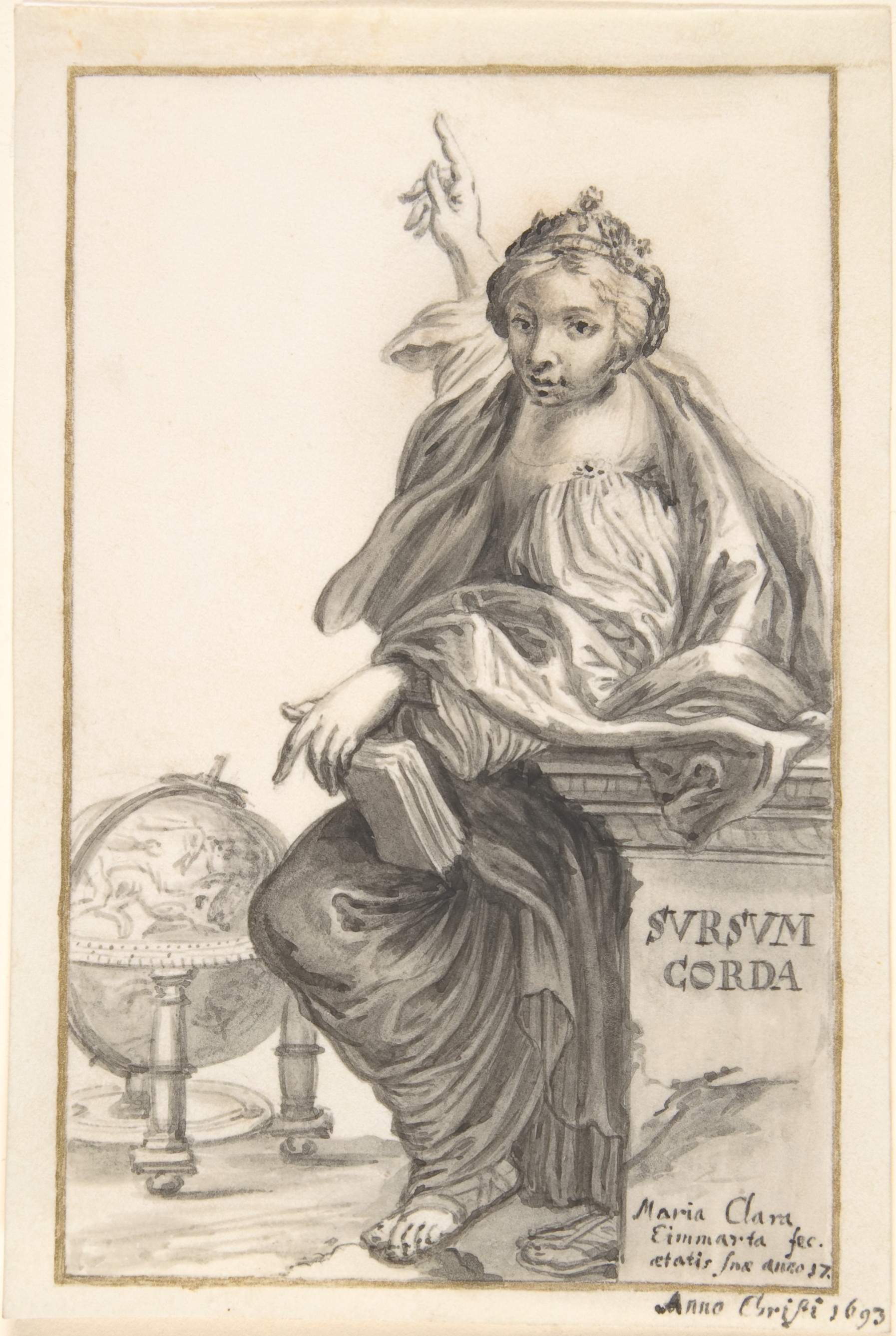
Święta Małgorzata, wskazująca na sklepienie niebieskie, z globusem – rys. Marii Clary Eimmart

Prace Marii Clary Eimmart
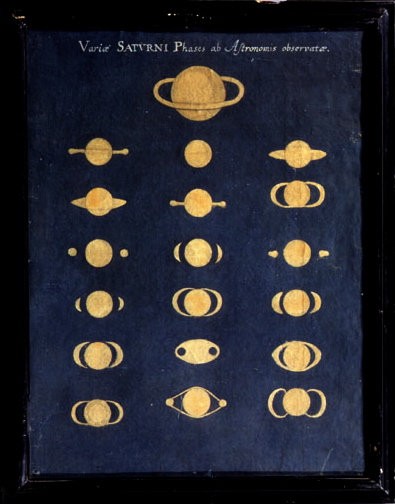
Aspekt Saturna
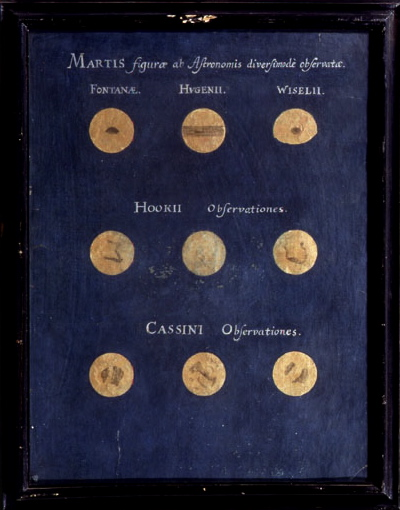
Aspekt Marsa
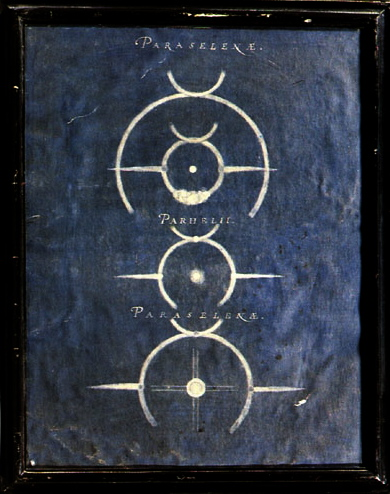
Paraselene i parhelion
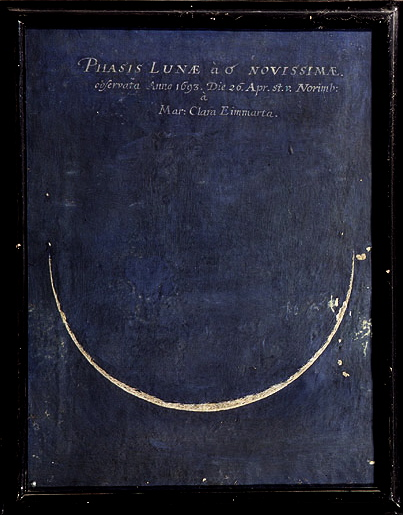
Druga faza Księżyca
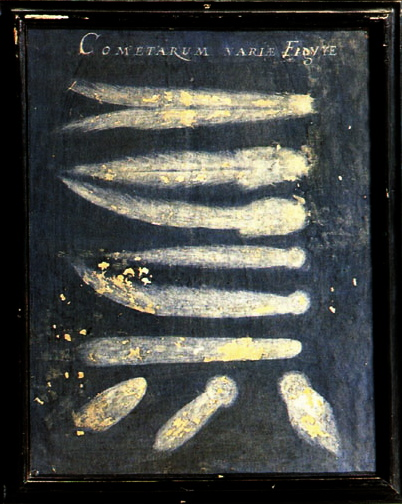
Komety